# Shin Togashi
Shin Togashi (冨樫 森?, Togashi Shin; Fujishima, marzo 1960) è un regista giapponese.

## Biografia
Togashi nasce nel 1960 a Fujishima, ora parte di Tsuruoka, nella prefettura di Yamagata. Si laurea all'Università Rikkyō, dove trae grande ispirazione per il futuro dalle lezioni sul cinema del critico Shigehiko Hasumi. Inizia a lavorare come assistente regista in numerosi pinku eiga fino a quando non gli capita la possibilità di collaborare con uno dei suoi idoli, Shinji Sōmai. È assistente regista nella pellicola del 1984 Typhoon Club, mentre nel 1998 è uno dei registi del film collettivo Pokkī-zaka, koi monogatari, kawaii hito, con la supervisione dello stesso Sōmai. Il suo film di debutto è Hi-baransu, che gli vale il premio come miglior regista emergente al 23º Yokohama Film Festival nel 2001.

## Filmografia
- Pokkī-zaka, koi monogatari, kawaii hito (ポッキー坂恋物語・かわいいひと?) (1998)
- Hi-baransu (非・バランス?) (2001)
- Gomen (ごめん?) (2002)
- Hoshi ni negai o (星に願いを?) (2003)
- Tetsujin 28 (鉄人２８号?, Tetsujin 28-gō) (2005)
- Tenshi no tamago (天使の卵?) (2006)
- Ano sora wo oboeteru (あの空をおぼえてる?) (2008)
- Oshin (おしん?) (2013)